# Pate de verre

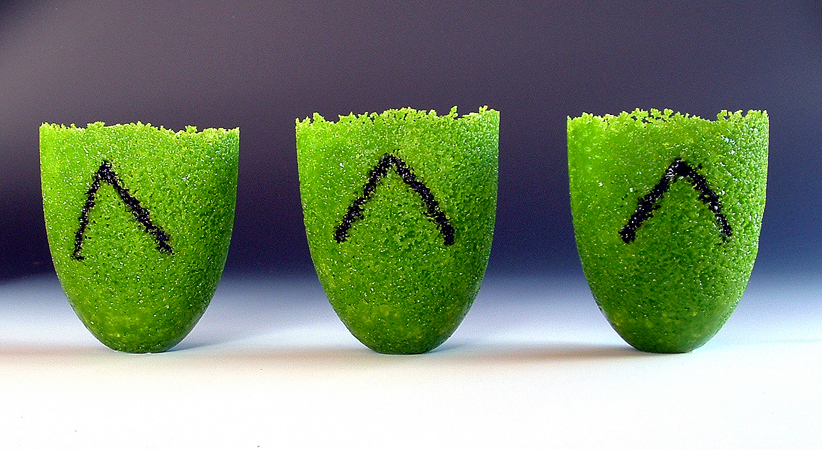
Három üvegpasztaváza Sue Hawker új-zélandi művésztől (2008)

A pate de verre francia kifejezés szó szerinti jelentése: üvegpaszta. A gyakorlatban ez az üvegművészet egyik díszítő eljárása. Lényege, a fémoxiddal színezett üvegport megfelelő formába töltik, és lassan hevítve összeolvasztják. Ezután kihűtik, és az elkészült tárgyat kiszedik a formából. A technikát már az ókorban is ismerték, de igazán jelentőssé a francia szecesszió műhelyeiben (elsősorban Émile Gallé gyárában) vált.